# Kult osobnosti

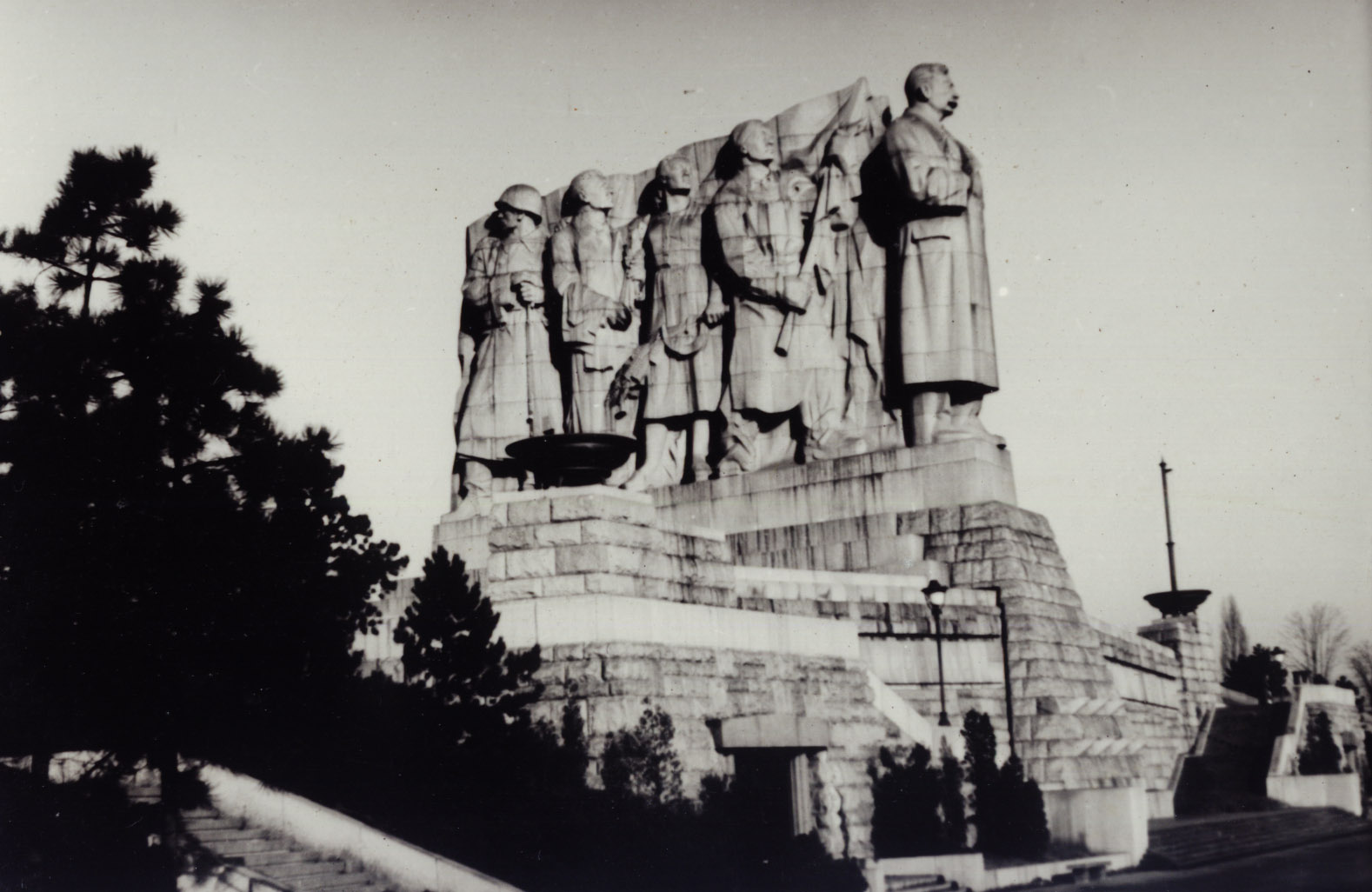
Stalinův pomník v Praze na Letné

Kult osobnosti je veřejné rituální uctívání významné politické osobnosti, které je založeno na adoraci, vyjadřování nejvyšší úcty autoritě a vyznávání její nadpřirozené výjimečnosti, která má podobu kultu „boha“ světského náboženství. Je charakteristické pro diktatury, ve kterých charismatický vůdce přerostl v nedotknutelného diktátora s neohraničenými pravomocemi. Typickou ukázkou je kult Stalina a Hitlera, k dalším patří Mao Ce-tung a rod Kimů v Severní Koreji. „Excesy“ kultu osobnosti byly od XX. sjezdu KSSS oficiálním vysvětlením (omluvou) zločinů stalinismu.
V nejširším smyslu se jako kult nebo mýtus osobnosti (osoby) označuje pěstování idealizované představy nějakého, živého nebo již zemřelého, vládce či politika, který je oslavován za zveličované zásluhy.

## Obecné předpoklady
Jak se ukázalo ve 20. století, nejčastějším předpokladem k vzniku kultu osobnosti je krizová situace. Většinou se jedná o vnitřní krizi určitého společenského systému či dokonce jeho rozpad, válku nebo revoluci, ve které se budoucí uctívaná vůdčí autorita nějakým způsobem angažuje. Na konci těchto krizových událostí dojde obvykle k novému uspořádání společenských poměrů, které jsou spojeny s řadou optimistických očekávání a jsou častokrát líčeny jako lepší, než společenské poměry předchozí. V oněch nových poměrech zaujímá budoucí uctívaná autorita obvykle dominantní mocenské postavení.
Nepostradatelnou roli hrají při etablování kultu osobnosti vždy masová média, v první polovině 20. století to byl zejména tisk, později i rozhlas. Bez loajálních médií, čili také umělců, spisovatelů, osvětových pracovníků apod., by vznik kultu nepřipadal vůbec v úvahu, jelikož by nebylo možné o vůdčí autoritě systematicky a pravidelně šířit informace v řadovém obyvatelstvu, které je, co se veřejného mínění týče, na média odkázáno.

## Základní fáze vývoje kultu osobnosti

### Vytvoření ideálního obrazu vůdčí osobnosti

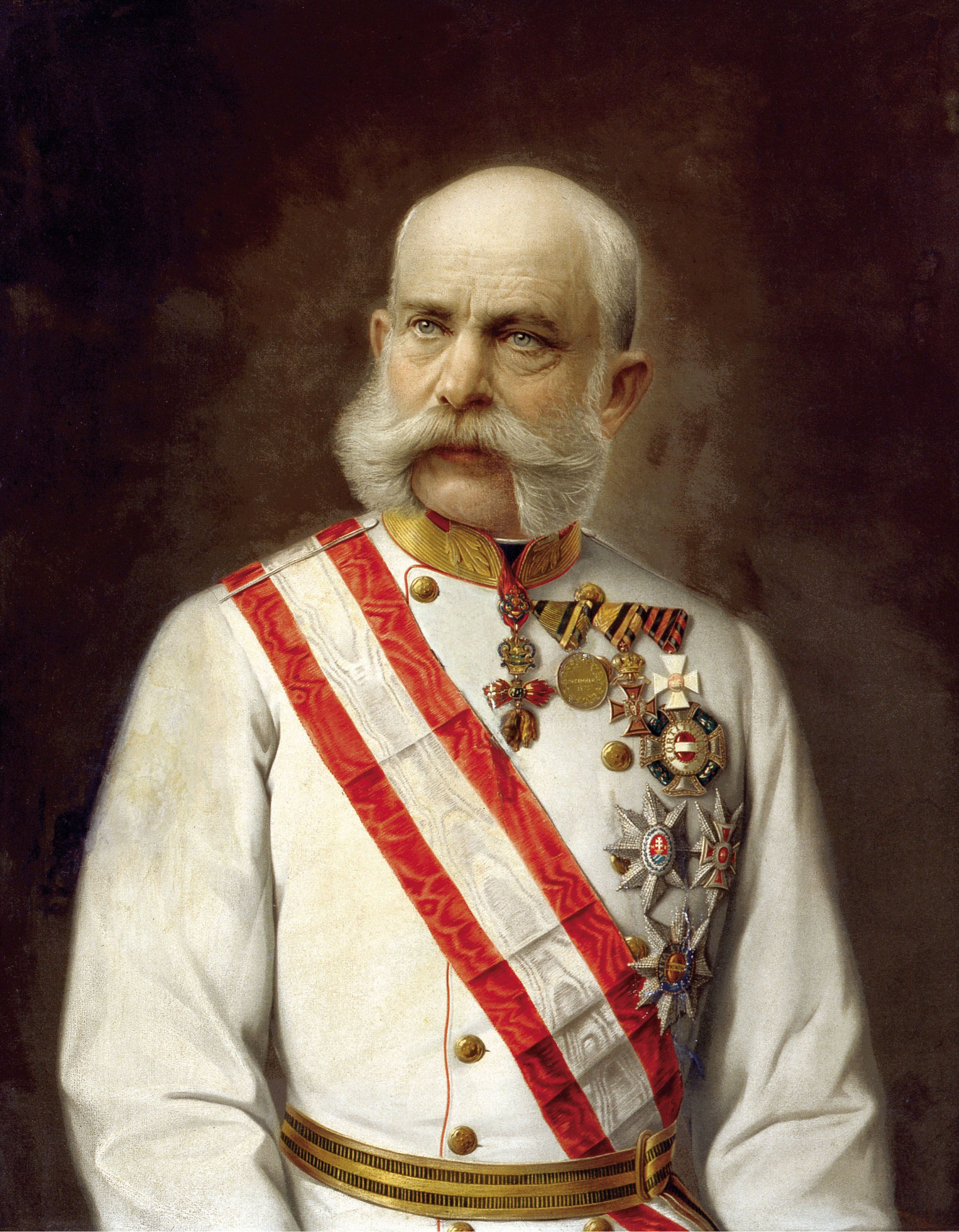
Rakouský císař František Josef I. — panovník „z Boží milosti“

Pod vlivem nadšení z konce krizových událostí a optimistických očekávání, spojených s novou historickou epochou, dochází ke zpětné konstrukci určitého mýtu okolo vůdčí autority. Její role během krizových událostí je neustále opakována, zdůrazňována či dokonce přeceňována. Celý život budoucí uctívané autority bývá líčen jako legenda. Budoucí vůdce je svým původem, svými schopnostmi a pohnutým životním příběhem častokrát předurčen k velkým hrdinským činům. Je jedním z mála, který je schopen řešit závažné krizové situace, zatímco ostatní váhají či selhávají. Po zklidnění či ukončení krizové situace se logicky a zaslouženě dostává do vedoucího mocenského postavení v nových společenských poměrech, což bývá většinou líčeno jako počátek nejlepší epochy v dějinách daného státu, dané společnosti apod. Vytvořením tohoto konstruktu, který je médii neustále opakován, dochází k faktické legitimizaci získané moci. Veřejná kritika vůdčí osobnosti se stává za těchto podmínek velmi obtížnou, jelikož by tím došlo i k napadení celého společenského systému, jenž daná vůdčí osobnost reprezentuje, a tudíž i k následnému zpochybnění mocenských nároků dané vůdčí osobnosti a jejích loajálních spolupracovníků.
V souvislosti s konstrukcí heroické legendy dochází i k vybavení vůdce ideálními vlastnostmi, díky kterým mohl vůbec dosáhnout takových úspěchů. Tyto charakterové vlastnosti bývají častokrát přehnaně zdůrazňované, někdy dokonce zcela smyšlené. Do popředí vystupují zejména píle, vytrvalost, odvaha, skromnost, cílevědomost, průbojnost, strategické schopnosti, příkladný patriotismus nebo ochota obětovat se za své ideály. Stranou nezůstávají ale ani zájmy a postoje vůdčí autority. Lze se tak například setkat s oslavou abstinence, vegetariánství, lásky ke zvířatům či určitého druhu sportu, který daný vůdce provozuje či k němu projevuje náklonnost. Vůdce je obvykle univerzálně talentovaný, je tím nejlepším, co daná společnost či hnutí kdy stvořily, a všichni lidé by se jím v zájmu lepši budoucnosti měli inspirovat.
Jelikož je vůdce charakterově zcela jedinečný a jsou mu připisovány mimořádné zásluhy, bývá na veřejnosti hojně vyzdvihováno i jeho literární dílo. Většinou jde o nějaký stěžejní teoretický spis, který zastává pozici jakési nové Bible, se kterou by se měl každý příslušník nově vzniklé společnosti obsahově seznámit a identifikovat. Ona Bible by měla přispět k pochopení myšlenek vůdce a jeho plánů, na kterých by měl každý jedinec participovat. Tyto spisy vycházejí častokrát v ohromných nákladech, a to pravidelně, aby byly každému bez problému k dispozici. Masové rozšíření a aktivní četba těchto publikací má vypovídat o loajalitě obyvatelstva a jeho ochotě následovat svého vůdce.

### Veřejné uctívání vůdčí osobnosti
Je-li ústřední osoba kultu řádně zmýtizována a zmonumentalizována a je-li úspěšně většinou společnosti jako taková přijímána, přichází na řadu rituální masové oslavy a ceremonie (divadelní představení, koncerty, průvody spolků a občanstva s proslovy apod.), pravidelně organizované především u příležitosti výročí narození, nástupu do čela společenského systému či jiných jubileí, neodmyslitelně spjatých s dílem a životem uctívaného vůdce. Jde o zvláštní okamžiky ve veřejném životě, jimiž se společnost pateticky hlásí ke svému vůdci a jeho ideálům, dává najevo svoji bezmeznou oddanost k jeho osobě a jím ztělesňovanému systému a demonstruje, že nachází přes sociální rozdíly v uctívaném svého sjednotitele, díky němuž je udržována základní kolektivní soudržnost celé společnosti. Z pohledu vůdce se jedná o mocenský legitimizující prostředek, jenž lze chápat jako všelidové hlasování, sdělující, že za ním drtivá většina obyvatel stojí a souhlasí s tím, co dělá. U příležitosti oslav různých výročí se kromě toho spouští intenzivní mediální kampaň, před níž není úniku. Tisk „chrlí“ jeden oslavný článek za druhým, masově se vydávají nové či revidované spisy vůdce, případně i jeho biografie, a pořádají se různé sváteční besedy a přednášky, čímž jsou legenda, monumentálnost a následováníhodnost jeho osoby nadále udržovány v povědomí společnosti či jsou ještě více ukotvovány a postupně vštěpovány dalším generacím.
Oslavy bývají dále častokrát cíleně využívány k postupnému budovaní všudypřítomnosti uctívané osoby. Iniciativou shora i zdola dochází k vytvoření rozsáhlé sítě po ní pojmenovaných předmětů, objektů a institucí, jež se posléze stávají součástí každodennosti společnosti. Všudypřítomnost má dokazovat, že se společnost se svým vůdcem identifikuje a chce ho následovat. Jeho všudypřítomnost ho neustále připomíná, ukazuje míru jeho autority a reprezentuje i jím ztělesňované vznešené myšlenky a hodnoty, které je tudíž nemožné nějak pozapomenout či dokonce ignorovat. Stejnou roli hrají též portréty, busty a sochy uctívaného, jejichž výskyt v té které lokalitě rovněž dokazuje hloubku loajality k uctívané osobě a „jejímu“ systému. Sochy a pomníky hrají kromě toho velmi důležitou úlohu v rámci rituálních oslav, především v době narozenin vůdce. Monumentální socha, vztyčená většinou v centru města nebo obce, slouží jako středobod oslav, u kterého se obyvatelstvo dané lokality shromáždí, pateticky vyjádří svému vůdci svou lásku a oddanost a prokáže svou sounáležitost v rámci společenského systému, který vůdce ztělesňuje.

### Smrt a prohlášení vůdce za „nesmrtelného“

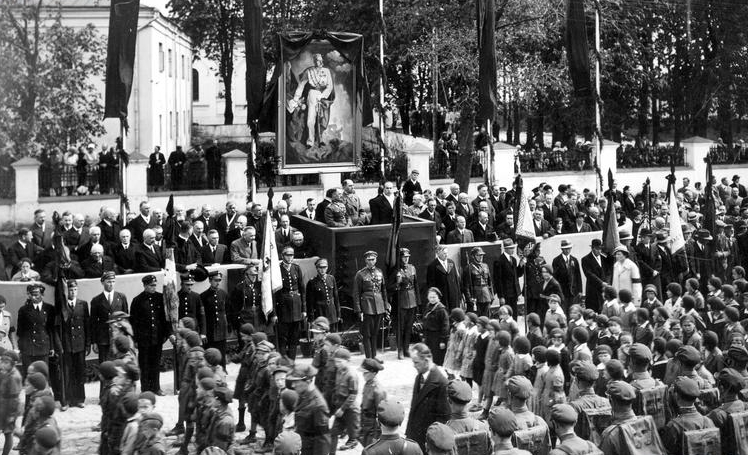
Tryzna za maršála Piłsudského ve městě Łuck (1935)

Smrt a následný pohřeb vůdce lze považovat za vyvrcholení kultu. Společnost bývá po dobu několika dní vystavena intenzivní mediální masáži, kdy se neinformuje skoro o ničem jiném než o vůdci. Dochází k neustálému opakování legendy o vůdci a oslavování jeho činů, vlastností a životních hodnot. Smrt vůdce je také vhodnou příležitostí k další vlně masového přejmenovávání objektů a institucí či výstavbě dalších pomníků. Pečlivě organizovaný pohřeb, za účasti ohromných mas, pak opět jen demonstruje, jak je společnost jednotná, jak svorně stojí za svým zemřelým vůdcem a je ochotna se i po jeho smrti inspirovat jeho životním dílem a myšlenkami.
Společnost se posmrtným uctíváním dál hlásí k činnosti, hodnotám a myšlenkám své zemřelé autority a dává najevo, že se pro ni nic zásadního nemění, vše zůstává víceméně při starém a že chce dál pokračovat ve vytyčené cestě, tzn. v procesu společenského vývoje, který vůdčí autorita coby dějinný hybatel uvedla do pohybu a svým působením ovlivňovala jeho další směřování. Dílo zesnulého vůdce je častokrát prohlášeno za věčné a stále aktuální, aby z něj v budoucnu společnost mohla dle potřeby čerpat inspiraci a aby se na něj následnické elity mohly před veřejností odvolávat, tzn. obsluhovat se, či se dokonce krýt jeho autoritou. V tomto ohledu dochází k mnoha výkladovým posunům, kdy následníci a jejich spolupracovníci argumentují, že by na jejich místě konal zesnulý vůdce v té které situaci tak, jak oni sami konají, a otevřeně se zamýšlejí nad tím, co by jim s největší pravděpodobností zesnulý vůdce doporučoval, co by si o všem myslel, jaké by připustil výjimky apod. Není přitom vyloučeno, že i u následníků se kult osobnosti může rozvinout. I u nich jsou často vytvářeny předpoklady pro vznik kultovního postavení, kdy jsou situovány do role věrných druhů a žáků zemřelého, kteří ho dlouhodobě doprovázeli na jeho jedinečné životní pouti, vykonali s ním či samostatně nějaký pro společnost historicky vysoce záslužný čin nebo byli jen „naočkováni“ jeho geniálním duchem, což je opravňuje v rámci takto vytvořené „apoštolské posloupnosti“ k výkonu vůdcovské role.

### Oslabení a zánik kultu osobnosti

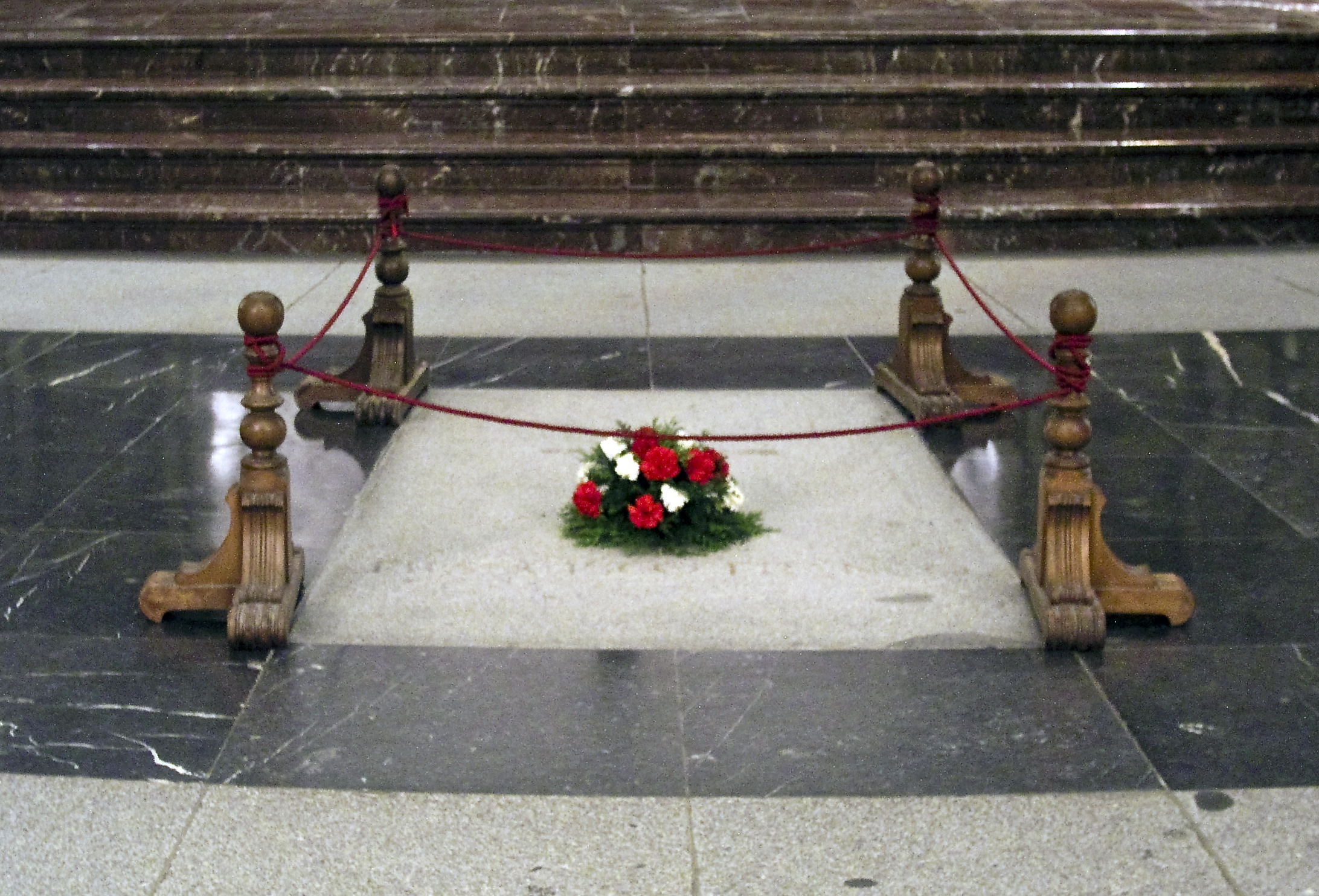
Hrob generála Franca v Údolí padlých

Posmrtný kult osobnosti se stává s odstupem času pro každou společnost obtížně udržitelným. Každá společnost se v průběhu desetiletí obvykle dál vyvíjí, mění se její sociální skladba, mění se problémy, se kterými se musí potýkat, proměňují se její hodnoty apod., což vše dohromady trvale neumožňuje dogmatické lpění na několik desetiletí starém, byť následnickými elitami výkladově „upravovaném“ odkazu zesnulého vůdce, jenž působil za jiných podmínek v jiné době a jenž už do aktuálního dění nemůže vůbec zasahovat. Jeho osobnost začíná hrát spíše roli střízlivého vzoru a prostého symbolu a již okolo ní není možné celospolečensky budovat dalekosáhlý kult jako za jejího života či několik let po její smrti. Takový kult by mnoho lidí, na rozdíl od dob, kdy žili současníci uctívaného objektu, neoslovoval a jevil by se spíše jako anachronismus. Každá doba kromě toho potřebuje a produkuje své symboly či autority, které jsou lidem srozumitelnější a stojí jim blíže, čímž ale hned nemusí svou velikostí překonat své dávné předchůdce. Pro dlouhodobé fungování kultu zesnulé autority v jeho takříkajíc původní podobě se proto musí politický systém vyznačovat extrémní strnulostí a velkou dávkou konzervatismu vládních struktur, což je většinou typické pro systémy nedemokratického charakteru.
Kult osobnosti, v tomto případě je nepodstatné, zdali se jedná o žijícího či zesnulého vůdce, může být ale i zničen, a to krizovou situací. Může se jednat o nějaký razantní zásah do stávajících poměrů – např. válku, revoluci a následné nastolení nových společenských poměrů, které uctívání zesnulých či sesazených autorit již neumožňují či ho dokonce zakazují. Může se ale jednat i o vnitřní krizi společenského systému, která nemusí nutně vyústit v jeho zhroucení, nýbrž jen v jeho transformaci, spočívající v adaptaci na aktuální potřeby doby a společnosti. V tomto případě dochází ze strany vládnoucích struktur k distancování se od kultu předchozího vůdce, který je činěn za vzniklou krizi zodpovědným a jeho masové uctívání již nepřipadá v úvahu.

## Kult osobnosti v Československu a Česku

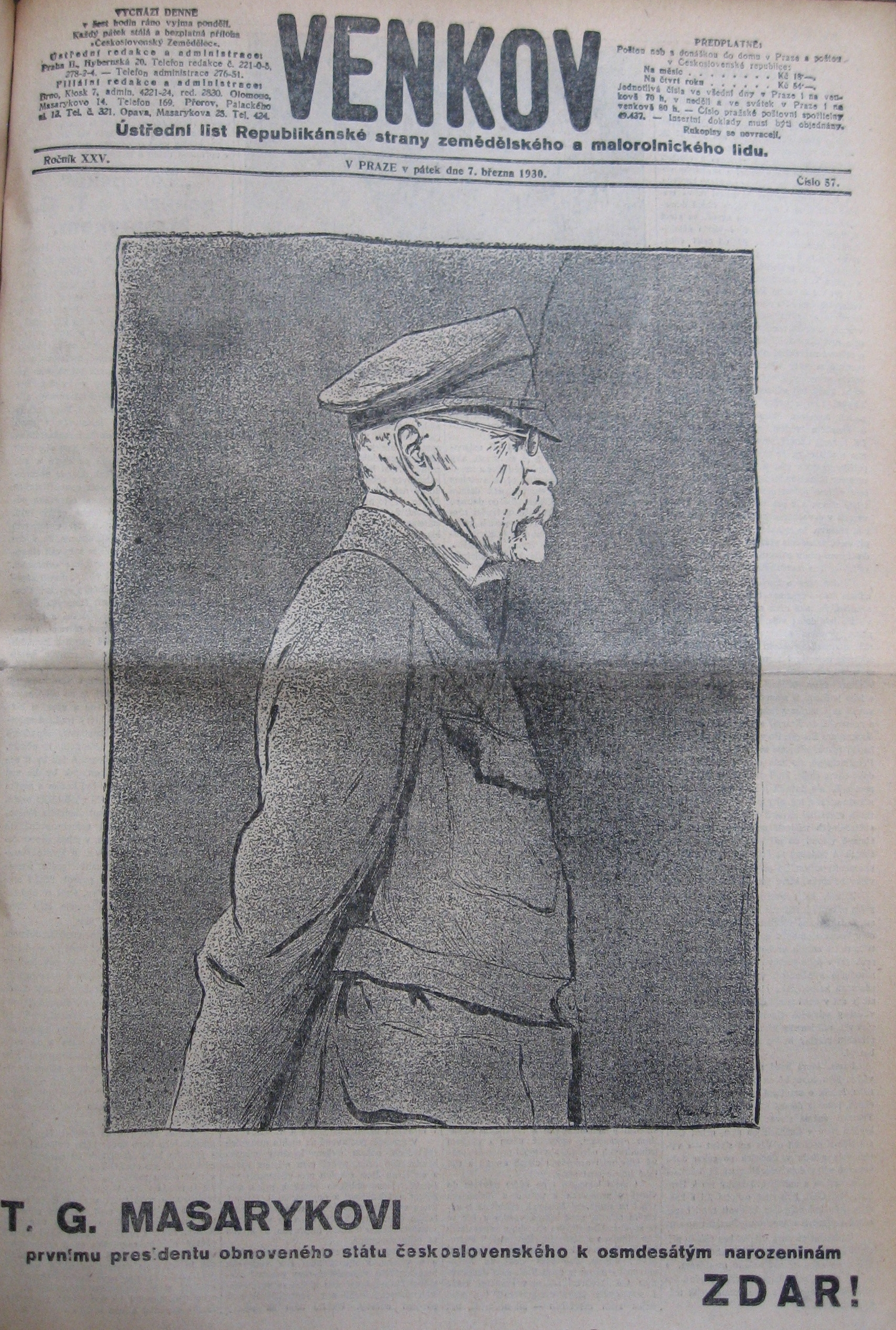
Deník Venkov v den 80. narozenin Tomáše Garrigua Masaryka

V Československu se kult rozvinul u T. G. Masaryka, jehož adorace započala již roku 1918, s jeho pompézním návratem do vlasti. Ještě za Masarykova života se začalo s velebením Edvarda Beneše, který stal roku 1935 prezidentem a byl považován za Masarykova věrného žáka a spolehlivého ochránce jeho osvoboditelského díla. Došlo tak k zajímavé situaci, kdy byly v letech 1935–1937 masově uctívány dvě žijící vůdčí autority současně, přičemž se Benešovi ale nikdy nepodařilo opustit Masarykův stín. Uctívání obou autorit bylo násilně přerušeno rozbitím Československa a následnou okupací. Po válce pak došlo k obnově veřejného uctívání Masaryka a také Beneše, ale jen na krátkou dobu. Prezidentský kult byl po roce 1948 pěstován i nadále, ovšem jen pro potřeby komunistického režimu. Masaryk a Beneš byli postupně zcela zavrženi a začalo se s masivním pěstováním kultu Klementa Gottwalda, s jehož uctíváním a glorifikací se započalo už ve 30. letech 20. století uvnitř stalinizované KSČ. Po několik let byl masově oslavován i Gottwaldův nástupce Antonín Zápotocký, který, co se intenzity kultu týče, Gottwalda ale nikdy nedostihl. Po Chruščovově kritice Stalina v roce 1956 se kult osobnosti u žijících funkcionářů KSČ již nevyskytoval. Docházelo především k posmrtnému uctívání Klementa Gottwalda a Antonína Zápotockého, které nemělo ovšem takové rozměry, jako za jejich života, a působilo na většinu veřejnosti spíše nevěrohodně, zejména po okupaci Československa v roce 1968. K ukončení uctívání Gottwalda a Zápotockého došlo po sametové revoluci roku 1989.
Za ukázku kultu osobnosti v České i Slovenské republice považují někteří případ Václava Havla. Kulturně-sociální antropolog, politolog a bývalý poslanec KSČM Jiří Valenta u příležitosti poškození Lavičky Václava Havla odsoudil vandalský zločin; zároveň ale lavičku považuje za prvek, který by měl poukazovat a varovat před kultem osobnosti, který je i po Havlově smrti „vydatně živený“.

## Příklady kultu osobnosti ze světa

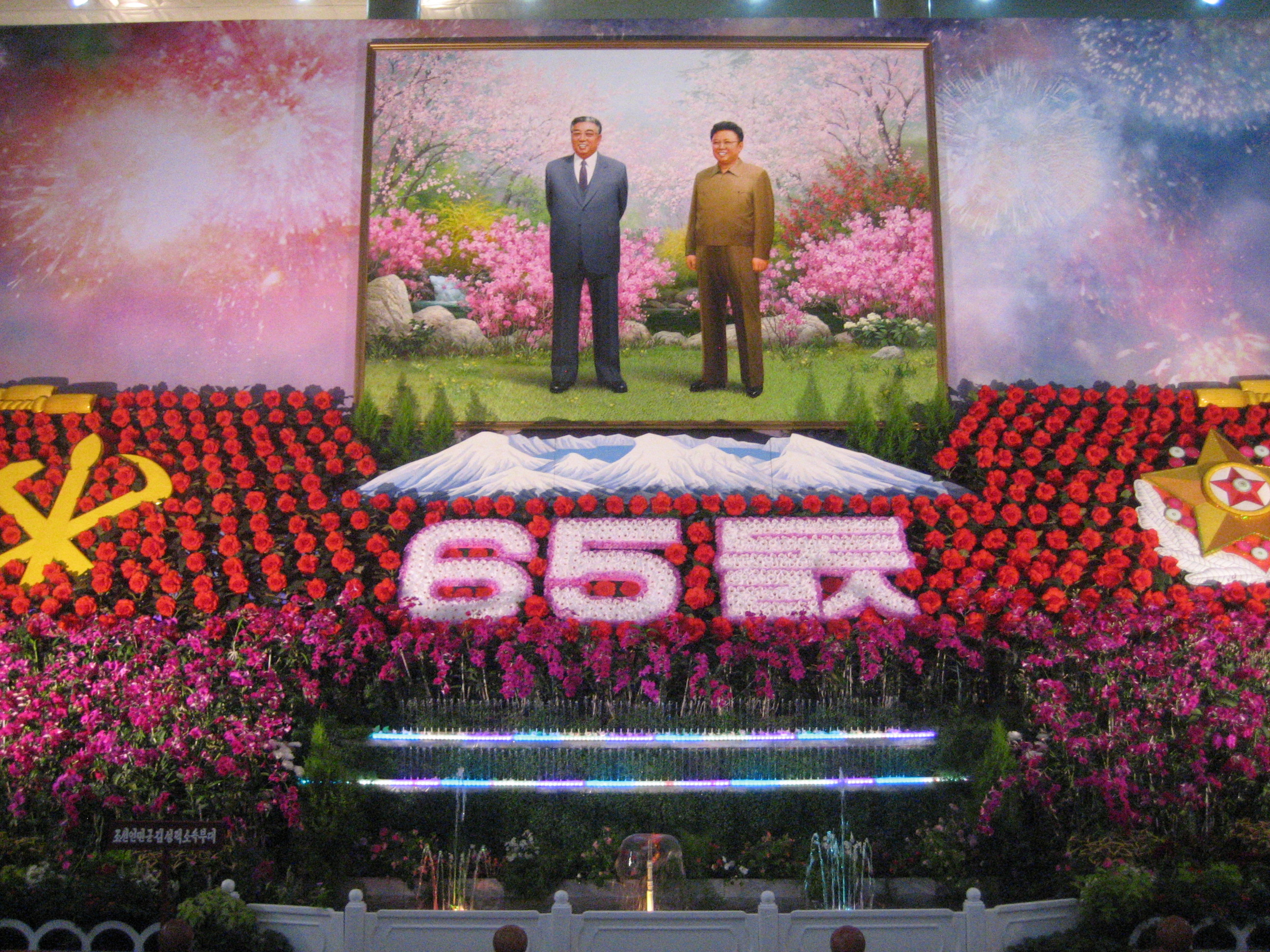
Kim Ir-sen a Kim Čong-il

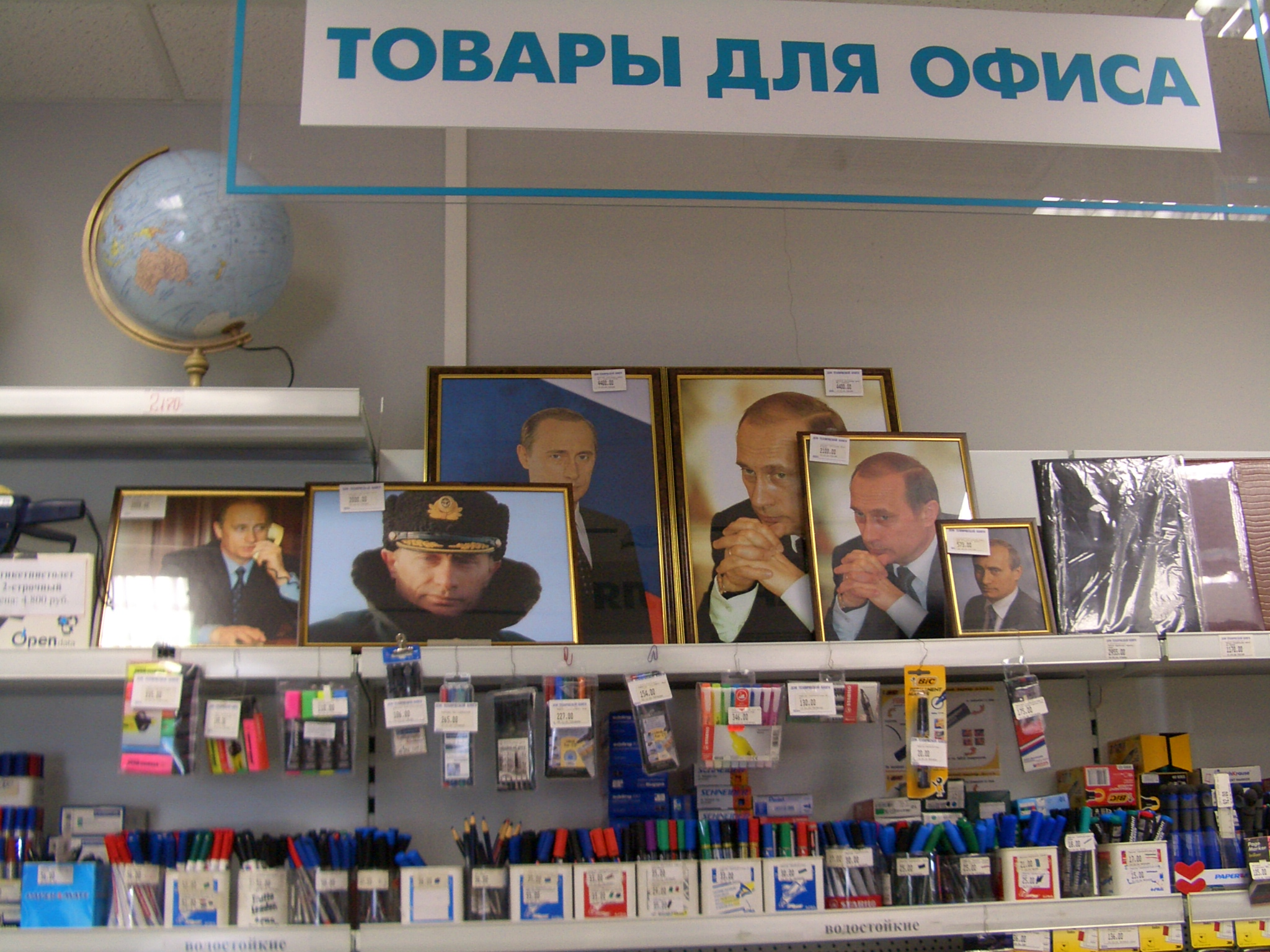
Komerčně prodávané zarámované fotografie Vladimira Putina (2006)

Ve 20. století se kult osobnosti rozvinul například u Adolfa Hitlera v Německu, V. I. Lenina a J. V. Stalina v Sovětském svazu a státech východního bloku či Mao Ce-tunga v komunistické Číně. Šlo o extrémní případy kultu osobnosti, podobně jako v Severní Koreji, kde jsou dodnes velebeni zesnulí vůdcové Kim Ir-sen a jeho syn Kim Čong-il. Kim Ir-sen byl dokonce prohlášen „věčným prezidentem“ a oficiálně stojí dál v čele země. Obřích rozměrů nabyl také kult Envera Hodži v komunistické Albánii či Nicolae Ceausesca v komunistickém Rumunsku.
Kult osobnosti se vyskytoval i v meziválečném Polsku, kde byl uctíván maršál Józef Piłsudski, dále ve fašistické Itálii v čele s Benitem Mussolinim či ve Španělsku za diktatury generála Francisca Franca. Také v Jugoslávii se kult osobnosti vyskytoval – po druhé světové válce zde byl až do své smrti veleben maršál Josip Broz Tito.
Na přelomu 20. a 21. století proslul pěstováním megalomanského kultu osobnosti i prezident Turkmenistánu Saparmurat Nijazov, který se nechával oslovovat jako „Turkmenbaši“ (otec všech Turkmenů), napsal knihu Ruhnama, jejíž obsah se musel vyučovat na turkmenských školách, přejmenoval měsíce v roce podle sebe a členů své rodiny a nechal si postavit řadu soch (nejznámější z nich byla umístěna na vrcholku „věže neutrality“ v hlavním městě Turkmenistánu Ašchabadu). Na svůj kult si potrpěl také např. irácký diktátor Saddám Husajn či libyjský vůdce Muammar Kaddáfí.
Po převzetí moci Vladimirem Putinem došlo za jeho režimu k největším projevům kultu osobnosti v Rusku od dob stalinismu.

## Pojem „kult osobnosti“ a jeho rozdílné interpretace v minulosti
Pojem „kult osobnosti“ byl poprvé použit v Sovětském svazu v roce 1924, v souvislosti s uctíváním a glorifikací V. I. Lenina. Učinil tak Michail Ol'minskij, vedoucí Časopisu Historické komise pro dějiny Říjnové revoluce a Všesvazové komunistické strany (bolševiků), známé pod zkratkou VKS(b). Ol'minskij pěstování kultu okolo Lenina odsoudil a zdůraznil, že kult osobnosti („kul't ličnosti“) celkově odporuje duchu marxismu a vědeckého socialismu.

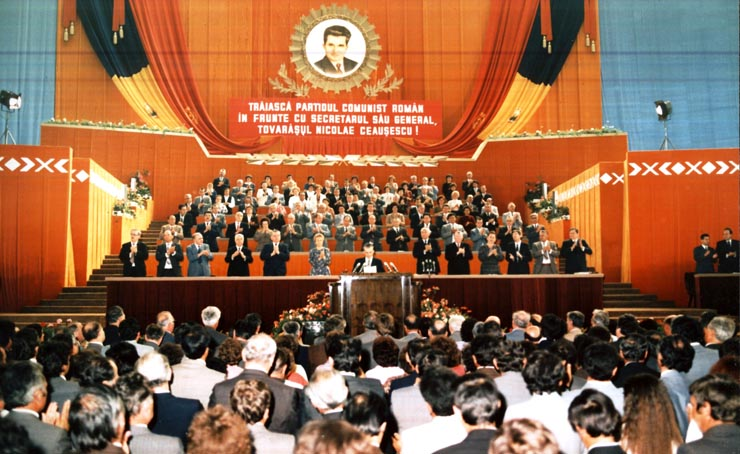
Proslov rumunského vůdce Nicolae Ceausesca na shromáždění komunistické strany roku 1986, v pozadí jeho portrét

Také v meziválečném Československu se lze setkat se snahou uctívání a glorifikaci významných osobností nějakým způsobem pojmenovat a definovat. Nejdále, dle dosud známých pramenů, zašel v tomto ohledu prezident Edvard Beneš se svým projevem u příležitosti odhalení Masarykova pomníku v severočeském Mostě 28. října 1935. Již v úvodu svého projevu Beneš prohlásil, že „rozumný a vyrovnaný kult významných osob byl od vždycky jedním z nejkrásnějších projevů národního života v lidské společnosti.“ Poté charakterizoval hrdinu, kterého přirovnal k obrazu, k výrazu nejlepších vlastností a ideálů národa, a dal všem posluchačům na vědomí, že „uctívá-li se památka a dává-li se manifestačně najevo uznání práci velkých vůdců, politiků, státníků, chce se tím zdůrazniti, že bylo mnoho heroického v jejich životě a že toto heroické má a musí míti u současníků právo, aby bylo připomínáno a uznáváno jako projev nejvyšších cílů národní a státní kolektivity.“ Následně Beneš zmínil, že oním hrdinou není nikdo jiný než T. G. Masaryk. Pokusil se tak Masarykův kult zdůvodnit a vysvětlit jeho význam pro československou společnost.

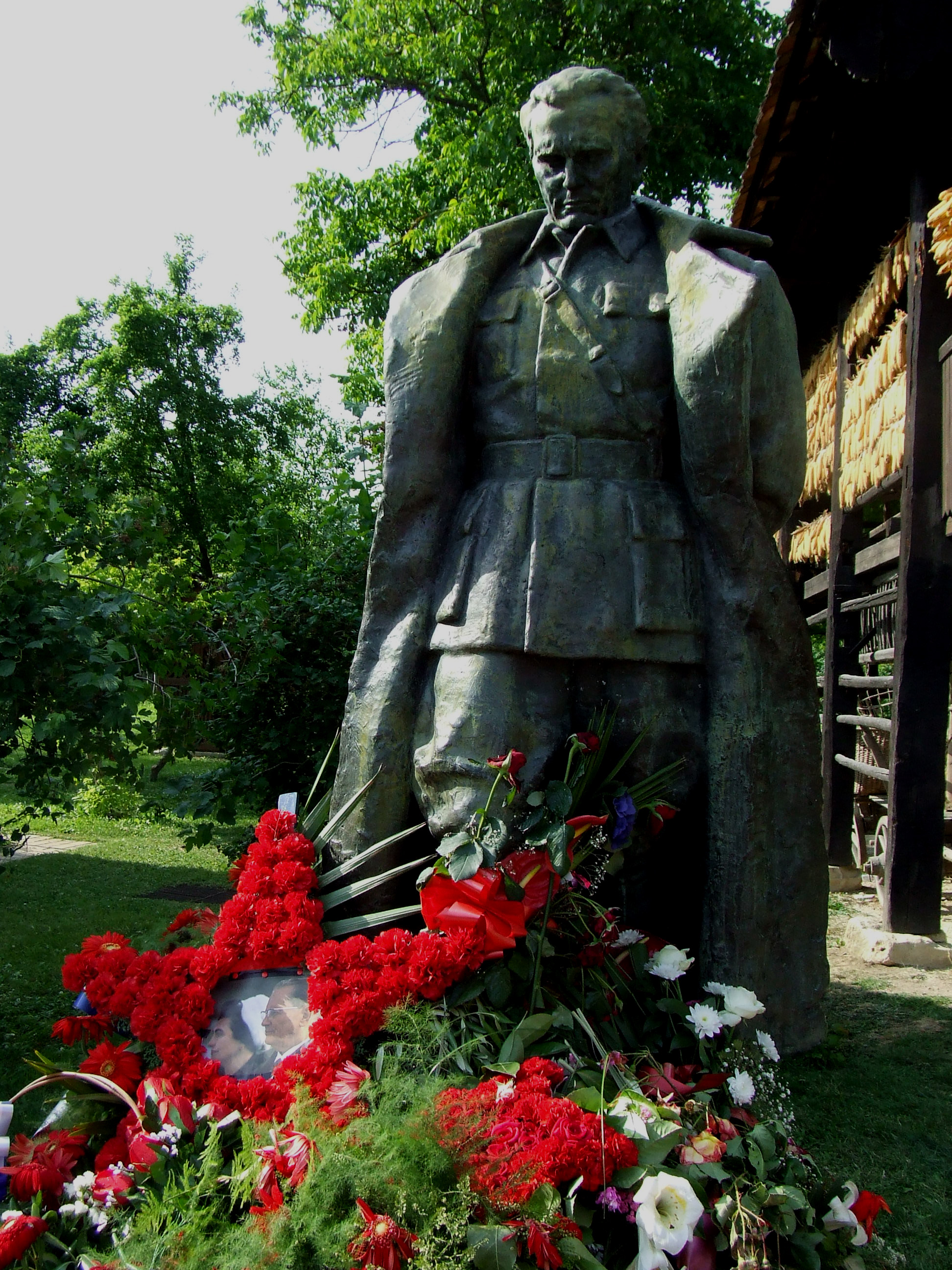
Titův pomník, který byl odhalen roku 1948 v jeho rodné vsi Kumrovec v Chorvatsku

Portrét Mao Ce-tunga nad vchodem do Zakázaného města v Pekingu

Zcela jinak interpretoval termín „kult osobnosti“ sovětský vůdce N. S. Chruščov ve svém tajném projevu „O kultu osobnosti a jeho důsledcích“ na XX. sjezdu KSSS v únoru 1956, ve kterém se koncentroval výhradně na osobu J. V. Stalina a důsledky jeho vlády. Na počátku svého projevu se vyjádřil ještě obecně, i když už s negativním nádechem: „Ústřední výbor strany se po Stalinově smrti začal přísně a důsledně orientovat na objasňování nepřípustnosti glorifikace jedné osobnosti a její připodobňování jakémusi nadčlověku s nadpřirozenými vlastnostmi boha, neboť něco takového je duchu marxismu-leninismu cizí. Tento člověk pak jakoby všechno ví, všechno vidí, za všechny myslí a všechno může udělat; ve svém jednání je neomylný.“ V následujících pasážích se pak Chruščov věnoval jen negativním důsledkům, k nimž vedla Stalinova glorifikace, především jemu připisovaná neomylnost a s ní spojená nekritizovatelnost jeho osoby. Díky „kultu osobnosti“ se tak dle Chruščova v rukou Stalina soustředila neomezená moc, Stalin se mohl dopouštět zločinů a chybných rozhodnutí s častokrát fatálními následky pro celý Sovětský svaz a nikdo nemohl tento stav věcí ovlivnit. „Kult osobnosti“ byl tudíž v této souvislosti nevhodně použit jako synonymum pro způsob Stalinovy vlády, pro období masového bezpráví a teroru, způsobené koncentrací neomezené moci v rukou nekritizovatelného jednotlivce. Chruščov se tak vymezil vůči „zlému a špatnému“ Stalinovi a ostatním aspektům „kultu osobnosti“ se vůbec nevěnoval, díky čemuž získal tento termín po XX. sjezdu KSSS ve východní Evropě silné negativní konotace.
Velmi rozpačitě interpretovali kritiku „kultu osobnosti“ po roce 1956 českoslovenští komunisté, kteří se za Stalinovy vlády po celou dobu okázale prezentovali jako jeho věrní žáci a spojenci. Zdrcující kritika Stalina na XX. sjezdu KSSS byla pro československé komunisty celkově velmi nepříjemnou záležitostí. Aby svízelnou situaci vyřešili a nezpochybnili přitom legitimitu své moci, kritizovali všechno možné, jen ne zesnulého zakladatele režimu Klementa Gottwalda, který byl po svém uložení v mauzoleu na Vítkově roku 1953 nadále masově uctíván. Za případné chyby a bezpráví, které „kult osobnosti“ v letech minulých způsobil, byl činěn zodpovědným vždy někdo jiný, častokrát bývalý generální tajemník KSČ Rudolf Slánský, popravený po politickém procesu v roce 1952. Pod pojmem „kult osobnosti“ rozuměli komunisté většinou vynášení osobnosti nad kolektiv, zveličování jejích zásluh či vlastností a následné zneužití moci, přičemž se nemuselo vždy jednat jen o vedoucí funkcionáře strany. Takto chápal daný problém i Gottwaldův nástupce Antonín Zápotocký, který si jednou pro sebe poznamenal: „Kult osobnosti. Zde je mnoho nejasností. Je pochopitelno, že musely zde vzniknout. Otázka byla postavena trochu jednostranně. Věc není jen ve vnějších znacích. Soustřeďování rozhodování a moci v rukou jednotlivce, kteří tuto moc zneužijí. To jde odshora až dolů. V každé místě je nějaký vládce.“ Původně vnitrostranická diskuze o „kultu osobnosti“ Stalina se postupně rozšířila do celé společnosti a rozrostla se i o kritiku poměrů v Československu. Některé základní organizace požadovaly dokonce mimořádný sjezd KSČ. Aby diskuze o závěrech XX. sjezdu KSSS dál neeskalovala, byla v květnu 1956 Antonínem Novotným ukončena.
K dalšímu otevření diskuze došlo po XXII. sjezdu KSSS roku 1961, který kritiku „kultu osobnosti“ prohloubil. XII. sjezd KSČ se roku 1962 problémem sice dál zabýval, opět ale ve starém pojetí. „Kult osobnosti“ byl znovu překrouceně charakterizován jako uplatňování protistranických metod, které izolovaly stranu od mas, narušily rozvoj socialistické demokracie apod. a projevovaly se v komandování a prosazování libovůle jednotlivců. Podobné stanovisko vyjádřil i severočeským krajským výborem KSČ pověřený kolektiv autorů ve své brožuře „K některým otázkám kultu osobnosti a jeho projevům v Komunistické straně Československa“ z roku 1963, v níž se zdůrazňuje, že kult osobnosti nebyl pouhou záležitostí uctívání vůdčí postavy, ale především nesprávným způsobem vykonávání moci nedotknutelným jednotlivcem či úzkou skupinou lidí, což celý vládní systém deformovalo. Poslední publikaci v komunistickém Československu, jež se danou problematikou zabývala, vydal pod názvem „O vzniku a podstatě kultu osobnosti“ Jaroslav Bláha roku 1969. I zde najdeme pokus o srozumitelnou definici – „kult osobnosti“ se má vyznačovat přičítáním nadneseného významu jednotlivým osobnostem, snižováním či upíráním zásluh jiných, zatajováním jejich chyb, jejich omezenou kritizovatelností či úplnou nedotknutelností, nestřídmou popularizací apod., což má být ale pouze předstupněm pro jevy daleko horší, jako „uzurpování moci a potlačování demokracie; porušování zákonů, předpisů a obecně přijatých norem, i jejich svévolný výklad; bezohledná likvidace ideologických odpůrců zahrnující i likvidaci fyzickou.“ Ani Bláha tedy neopustil staré, silně negativní schéma, které zůstalo v platnosti až do zhroucení komunistického režimu v roce 1989.